# Mister Olympia 2017
El Mister Olympia 2017 fue la edición número 53 del Mister Olympia, la competición de culturistas más importante del mundo, organizada por la Federación Internacional de Fisicoculturismo, conocida como la IFBB por sus siglas en inglés. Duró un fin de semana y se celebró del 14 al 17 de septiembre de 2017 en Las Vegas, Nevada. Si bien el evento principal fue la competencia por el título de Mister Olympia, también se celebraron otros eventos, como por ejemplo, la competición amateur y una exposición deportiva.
El estadounidense Phil Heath consiguió nuevamente el título de Mister Olympia por séptima vez consecutiva. Su más cercano rival fue el egipcio Mamdouh Elssbiay al quedar en segunda posición con 25 puntos. De esta manera, Heath igualó las siete victorias de Arnold Schwarzenegger. El récord de victorias es de ocho, ostentado por Lee Haney (1984-1991) y Ronnie Coleman (1998-2005).

## Ganador
| Posiciones | Culturista       | Premio    | Puntaje |
| ---------- | ---------------- | --------- | ------- |
| 1          | Phil Heath       | $ 400 000 | 10      |
| 2          | Mamdouh Elssbiay | $ 150 000 | 25      |
| 3          | William Bonac    | $ 100 000 | 27      |

Nota: La lista completa puede consultarse en las referencias y enlaces externos.